# Ludovico di Savoia-Acaia
Ludovico di Savoia-Acaia (Pinerolo, 1364 – Pinerolo, 11 dicembre 1418) fu Signore del Piemonte e Principe di Acaia dal 1402 fino alla sua morte, ultimo discendente del ramo Savoia-Acaia.

## Origine
Ludovico, secondo lo storico francese Samuel Guichenon, nel suo Histoire généalogique de la royale maison de Savoie, era il figlio maschio secondogenito di Giacomo, Signore del Piemonte e Principe di Acaia, e della sua terza moglie, Margherita di Beaujeu (*1346 †1402), che, ancora secondo Samuel Guichenon, era figlia di Edoardo I, signore di Beaujeu, e di Maria di Til.
Giacomo di Savoia-Acaia, secondo Samuel Guichenon, era il figlio maschio primogenito di Filippo I, signore del Piemonte e Principe di Acaia e della sua seconda moglie, Caterina de la Tour du Pin, che secondo il De Allobrogibus libri novem, era figlia di Umberto I del Viennois, barone de la Tour-du-Pin e delfino del Viennois e conte di Albon e di Anna di Borgogna, delfina del Viennois e contessa di Albon, contessa di Grenoble, di Oisans, di Briançon,  di Embrun e di Gap.

## Biografia
Suo padre, Giacomo, era al suo terzo matrimonio. In prime nozze aveva sposato Beatrice d'Este (†1339), dalla quale non ebbe figli; poi in seconde nozze aveva sposato Sibilla Del Balzo (†1361), che gli aveva dato un figlio: Filippo (*1340 †1369).
Il 16 maggio del 1366 suo padre fece testamento, designando il suo fratellastro Filippo (Philippum eius filium), maschio primogenito, come suo erede, citando anche la sua terza moglie Margherita (Dominæ Margaretæ de Bellojoco eius conjugi) e gli altri due figli, Ludovico (Ludovicum eius filium quem suscepit a dicta D. Margarita nunc conjuge sua) e Amedeo (Amedeum filium suum quem a dicta D. Margareta nunc conjuge sua primogenitum suscepit).
In quello stesso periodo Filippo si alleò con il marchese Federico II di Saluzzo e i Signori di Milano, Galeazzo II Visconti e Bernabò Visconti per fare guerra al conte di Savoia Amedeo VI.
Con un documento del 25 aprile del 1367, Giacomo diseredò il figlio primogenito Filippo (dominus Philippus de Sabaudia eius natus), definendolo ingrato e non meritevole (ingratus et immeritus); quindi fu costretto a destinare la successione solo ai figli avuti dalla sua terza moglie, Amedeo e Ludovico; in risposta Filippo capeggiò una violenta ribellione.
Ludovico e il fratello Amedeo, nel frattempo, per volere del padre Giacomo, erano stati messo sotto la tutela del conte di Savoia Amedeo VI che, a loro nome, prese possesso del Piemonte occupando Torino, mentre Ludovico, il fratello e la madre erano stati portati in Savoia, a Chambéry.
Filippo venne catturato a Fossano, dove era stato assediato nell'agosto del 1368.
Nel mese di settembre la madre di Ludovico e Amedeo, Margherita di Beaujeu, rivolse una supplica ad Amedeo VI, denunciando il comportamento di Filippo; Amedeo VI, a seguito di questa supplica decise di istruire un processo nei confronti del ribelle, che il 27 settembre fu ritenuto colpevole; Filippo fu imprigionato nel Castello di Avigliana, il documento n° XIII, datato 28 settembre, della Storia dei principi di Savoia del ramo d'Acaia, signori del Piemonte, Volume 2, lo dichiara carcerato, e infine col documento n° XIV, datato 30 settembre Filippo venne privato del titolo di principe.
Non risulta una ufficiale condanna a morte.
Samuel Guichenon presume che Filippo sia morto all'inizio del 1369, senza poter affermare l'esatta causa della morte, ma riferendo le ipotesi di alcuni cronisti del Piemonte e della Lombardia, riferisce che la causa della morte fosse da attribuire al dispiacere per l'essere stato privato dei titoli di suo padre oppure che fu annegato. Le voci più accreditate dicono che la morte avvenne il 21 dicembre 1368 per annegamento nelle acque gelide del lago di Avigliana.
Alla morte del padre nel 1367, suo fratello Amedeo gli succedette nei titoli di Signore del Piemonte e Principe di Acaia, sotto la tutela e reggenza del conte di Savoia, Amedeo VI.
Ludovico fu al seguito di Amedeo VI nel Regno di Napoli e fu presente alla sua morte nel 1383, poi fu al seguito di Amedeo VII, nella guerra del Valais.
Ludovico fu poi al servizio di Luigi II d'Angiò e lo accompagnò a Napoli dove fu incoronato re.
Nel 1391, alla morte del conte di Savoia Amedeo VII, essendo il successore Amedeo VIII, ancora minorenne, Ludovico e il fratello Amedeo si schierarono al fianco della nonna Bona di Borbone per la tutela del giovane conte..
Amedeo morì a Pinerolo il 7 maggio 1402 e fu tumulato nella chiesa di San Francesco a Pinerolo.
Dato che Amedeo aveva lasciato solo figlie femmine, Ludovico gli succedette come Signore del Piemonte e Principe di Acaia e in quello stesso mese di maggio fece il suo ingresso in Torino.
La sua politica fu improntata al ripristino della pace nel Piemonte, scosso dalle troppe faide scoppiate tra i membri della casa Savoia, i marchesi di Monferrato e quelli di Saluzzo. Contro Teodoro II del Monferrato, che aveva subito la perdita di Mondovì nel 1396, siglò una pace decennale nel 1403, in seguito alla quale Margherita di Savoia sposò il principe Paleologo. 
Nel 1405 Ludovico fondò l'Università di Torino, che ebbe l'approvazione di papa Benedetto XIII e nel 1411 la patente imperiale dall'imperatore Sigismondo di Lussemburgo; nel 1412 Ludovico affermò che sarebbe divenuta una delle principali università, come quelle di Parigi o Bologna; anche il papa Giovanni XXIII diede il suo benestare nel 1413, come da lettera n° III della Storia dei principi di Savoia del ramo d'Acaia, signori del Piemonte, Volume 2.
Nel 1410, Ludovico aveva ricevuto il Collare dell'Ordine Supremo della Santissima Annunziata.
La guerra contro i Monferrato riprese già nel 1411: Ludovico sottrasse la ceduta Mondovì a Teodoro II, stringendo infine una pace con la sede marchionale di Casale nel 1413. Con Amedeo VIII intraprese, nel contempo, anche delle spedizioni contro il Marchesato di Ceva, che aveva giurato fedeltà ai Paleologhi. 
Nel 1412 l'imperatore lo nominò Vicario Imperiale per il Piemonte.
Durante il Concilio di Costanza, Ludovico fu tra i sostenitori di papa Martino V, che nel 1418 visitò Torino.
Sigismondo, in occasione del conferimento del titolo di ducato alla contea di Savoia, nel 1416, visitò anche Torino.
Secondo Samuel Guichenon, Ludovico morì a Pinerolo l'11 dicembre 1418 e fu tumulato nella chiesa di San Francesco di Pinerolo; dato che non aveva figli legittimi, il ramo dei Savoia-Acaia andò estinto e nei titoli gli succedette il cognato Amedeo VIII di Savoia.

## Matrimonio e discendenza
Il 24 luglio 1403, come viene confermato dagli Archivi di Stato, venne siglato il contratto di matrimonio, e in quello stesso giorno, 24 luglio 1403, a Chambéry, fu celebrato il matrimonio con la sorella del conte di Savoia, Amedeo VIII, Bona di Savoia (1388 – 1432), figlia del conte di Savoia, Amedeo VII e di Bona di Berry
.
Amedeo da Bona non ebbe figli.
Ludovico da un'amante di cui non si conoscono né il nome né gli ascendenti ebbe un figlio naturale: 
- Ludovico (1390 + Lione 1459), citato nel testamento di Bona di Savoia[25], nominato marchese nel 1440 e maresciallo di Savoia nel 1433, divenne signore di Racconigi, assumendo il nome di Ludovico di Savoia-Racconigi, sposa nel 1412 Alice di Montbel (+ 1454/1464) ottenne il Collare dell'Annunziata, dando inizio all'omonimo ramo collaterale Savoia-Racconigi.

## Ascendenza
|                            |                      |                        | Genitori                     |  |  | Nonni |  |  | Bisnonni              |  |  | Trisnonni            |  |
|                            |                      |                        |                              |  |  |       |  |  | Tommaso III di Savoia |  |  | Tommaso II di Savoia |  |
|                            |                      |                        |                              |  |  |       |  |  | Tommaso III di Savoia |  |  | Tommaso II di Savoia |  |
|                            |                      | Beatrice Fieschi       |                              |  |  |       |  |  | Tommaso III di Savoia |  |  |                      |  |
| Filippo I di Savoia-Acaia  |                      |                        |                              |  |  |       |  |  | Tommaso III di Savoia |  |  |                      |  |
|                            |                      | Guya di Borgogna       | Ugo di Châlon                |  |  |       |  |  |                       |  |  |                      |  |
|                            |                      | Guya di Borgogna       | Ugo di Châlon                |  |  |       |  |  |                       |  |  |                      |  |
|                            |                      | Guya di Borgogna       | Adelaide I di Borgogna       |  |  |       |  |  |                       |  |  |                      |  |
| Giacomo di Savoia-Acaia    |                      | Guya di Borgogna       |                              |  |  |       |  |  |                       |  |  |                      |  |
|                            |                      | Umberto I del Viennois | Alberto IV de la Tour du Pin |  |  |       |  |  |                       |  |  |                      |  |
|                            |                      | Umberto I del Viennois | Alberto IV de la Tour du Pin |  |  |       |  |  |                       |  |  |                      |  |
|                            |                      | Umberto I del Viennois | Beatrice di Coligny          |  |  |       |  |  |                       |  |  |                      |  |
| Caterina de la Tour du Pin |                      | Umberto I del Viennois |                              |  |  |       |  |  |                       |  |  |                      |  |
|                            |                      | Anna di Borgogna       | Ghigo VII del Viennois       |  |  |       |  |  |                       |  |  |                      |  |
|                            |                      | Anna di Borgogna       | Ghigo VII del Viennois       |  |  |       |  |  |                       |  |  |                      |  |
|                            |                      | Anna di Borgogna       | Beatrice di Faucigny         |  |  |       |  |  |                       |  |  |                      |  |
| Ludovico di Savoia-Acaia   |                      | Anna di Borgogna       |                              |  |  |       |  |  |                       |  |  |                      |  |
|                            | Guiscardo di Beaujeu | …                      |                              |  |  |       |  |  |                       |  |  |                      |  |
|                            | Guiscardo di Beaujeu | …                      |                              |  |  |       |  |  |                       |  |  |                      |  |
|                            | Guiscardo di Beaujeu | …                      |                              |  |  |       |  |  |                       |  |  |                      |  |
| Édouard de Beaujeu         | Guiscardo di Beaujeu |                        |                              |  |  |       |  |  |                       |  |  |                      |  |
|                            |                      | Marie de Chatillon     | …                            |  |  |       |  |  |                       |  |  |                      |  |
|                            |                      | Marie de Chatillon     | …                            |  |  |       |  |  |                       |  |  |                      |  |
|                            |                      | Marie de Chatillon     | …                            |  |  |       |  |  |                       |  |  |                      |  |
| Margherita di Beaujeu      |                      | Marie de Chatillon     |                              |  |  |       |  |  |                       |  |  |                      |  |
|                            |                      | Jean de Thil-en-Auxois | …                            |  |  |       |  |  |                       |  |  |                      |  |
|                            |                      | Jean de Thil-en-Auxois | …                            |  |  |       |  |  |                       |  |  |                      |  |
|                            |                      | Jean de Thil-en-Auxois | …                            |  |  |       |  |  |                       |  |  |                      |  |
| Maria di Thil-en-Auxois    |                      | Jean de Thil-en-Auxois |                              |  |  |       |  |  |                       |  |  |                      |  |
|                            |                      | Agnès de Frolois       | …                            |  |  |       |  |  |                       |  |  |                      |  |
|                            |                      | Agnès de Frolois       | …                            |  |  |       |  |  |                       |  |  |                      |  |
|                            |                      | Agnès de Frolois       | …                            |  |  |       |  |  |                       |  |  |                      |  |
|                            |                      | Agnès de Frolois       |                              |  |  |       |  |  |                       |  |  |                      |  |

### Fonti primarie
- (LA)  De Allobrogibus libri novem.
- (LA)  Preuves de l'Histoire généalogique de la royale maison de Savoie, justifiée par titres, .par Guichenon, Samuel
- (LA)  Storia dei principi di Savoia del ramo d'Acaia, signori del Piemonte, Volume 2

### Letteratura storiografica
- (FR)  Histoire généalogique de la royale maison de Savoie, justifiée par titres, ..par Guichenon, Samuel
- (FR)  Histoire de la Maison de Savoie
- (FR)  Preuves de l'Histoire généalogique de la royale maison de Savoie, justifiée par titres, .par Guichenon, Samuel
- (IT)  Matrimoni della Real Casa di Savoia Archiviato il 23 giugno 2021 in Internet Archive.